# Castello Passerin d'Entrèves (Saint-Christophe)
Il castello Passerin d'Entrèves (pron. fr. AFI: [pasørɛ̃ dɑ̃tʁɛv]) è un castello che sorge a 700 m s.l.m. sul versante della collina di Saint-Christophe, in Valle d'Aosta, tra i vigneti e i frutteti di Sorreley, a un chilometro di distanza dal castello Jocteau.

## Descrizione
Il castello Passerin d'Entrèves, di proprietà privata e tutt'oggi abitato, custodisce al suo interno una ricca collezione di oggetti d'arte e arredi risalenti a varie epoche storiche dalla notevole collezione di peltri alla preziosa raccolta di mobili in noce di fattura valdostana. Il castello è vincolato ai sensi della legge n. 1089 del 1º gennaio 1939 e iscritto all'Associazione dimore storiche italiane.

## Architettura

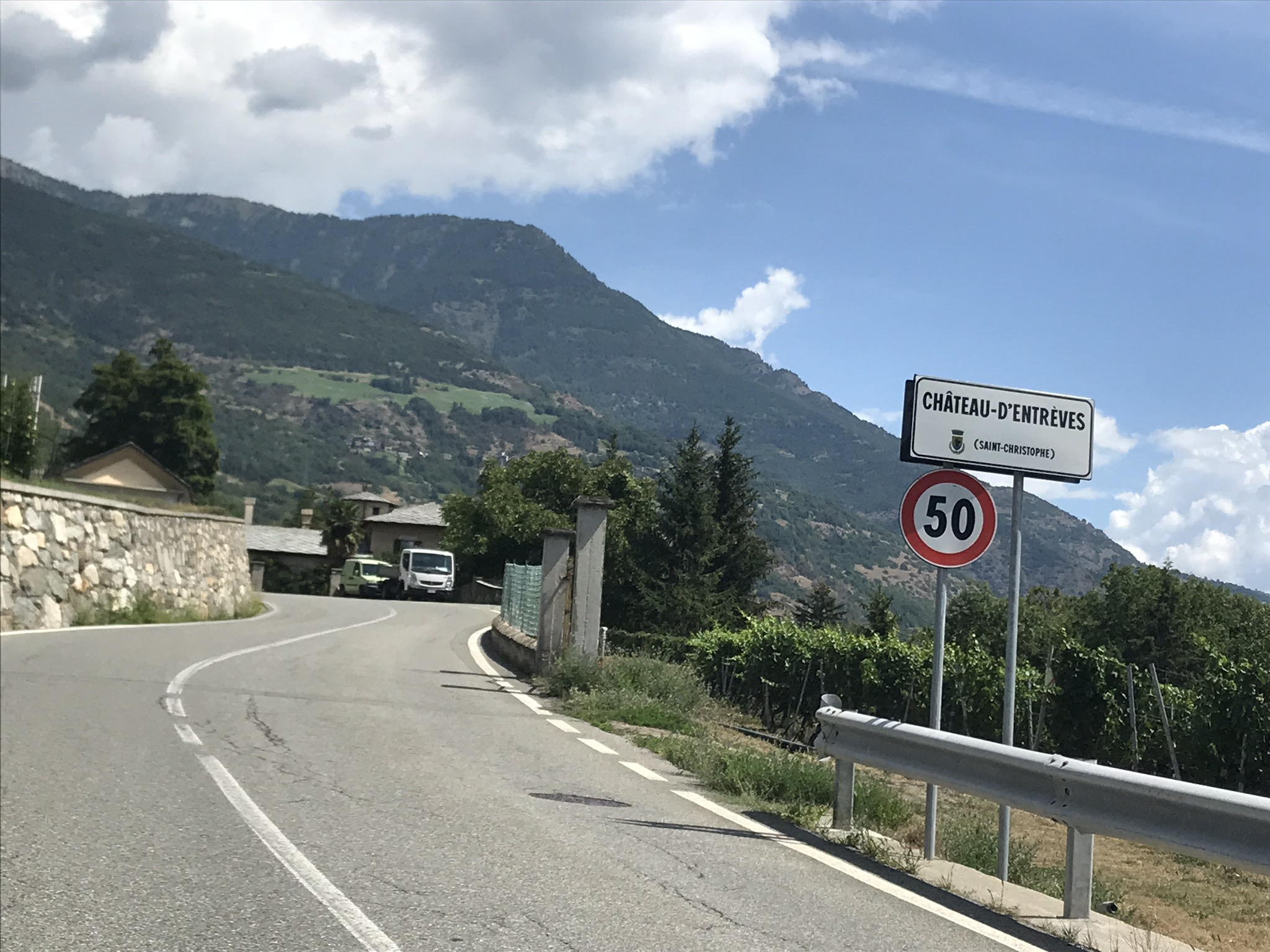
L'entrata al castello d'Entrèves.

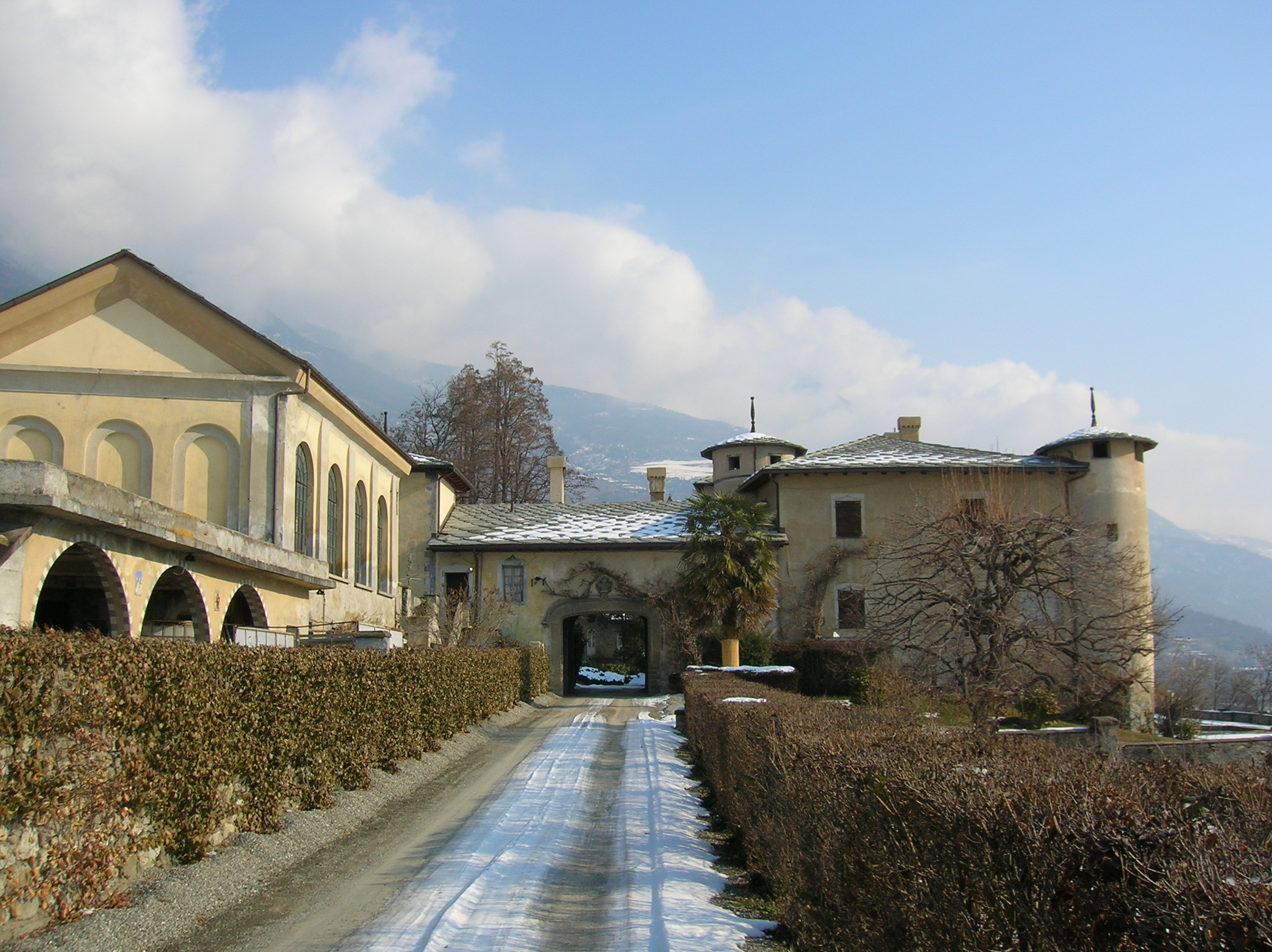
Il viale d'ingresso al castello.

Il castello Passerin d'Entrèves è ottimamente conservato. Si distinguono nettamente due sezioni architettoniche in base alla loro epoca di costruzione, ma l'aspetto residenziale da dimora signorile prevale sull'antica struttura da fortezza militare.
La parte più antica è la torre circolare sul lato sud in cui sorgeva la cappella di famiglia. A ponente, il castello si presenta con un'architettura tipicamente valdostana, anch'essa antica.
La seconda sezione del castello, costituita dalla maggior parte degli edifici e costruiti senza tener conto dello stile della prima, fu aggiunta durante un restauro dopo un incendio per volere dei Sorreley.
Ottocenteschi sono un sopralzo della torre di ponente, la tamponatura delle vetrate della galleria del primo piano, lo scalone meridionale nel giardino e lo scalone settentrionale e l'arco di ingresso, questi ultimi ad opera dell'architetto Carlo Ceppi. Sempre nell'Ottocento giardino e parco furono riorganizzati con nuovi vialetti e fu piantumato un boschetto d'abeti e nuove essenze.

## Storia

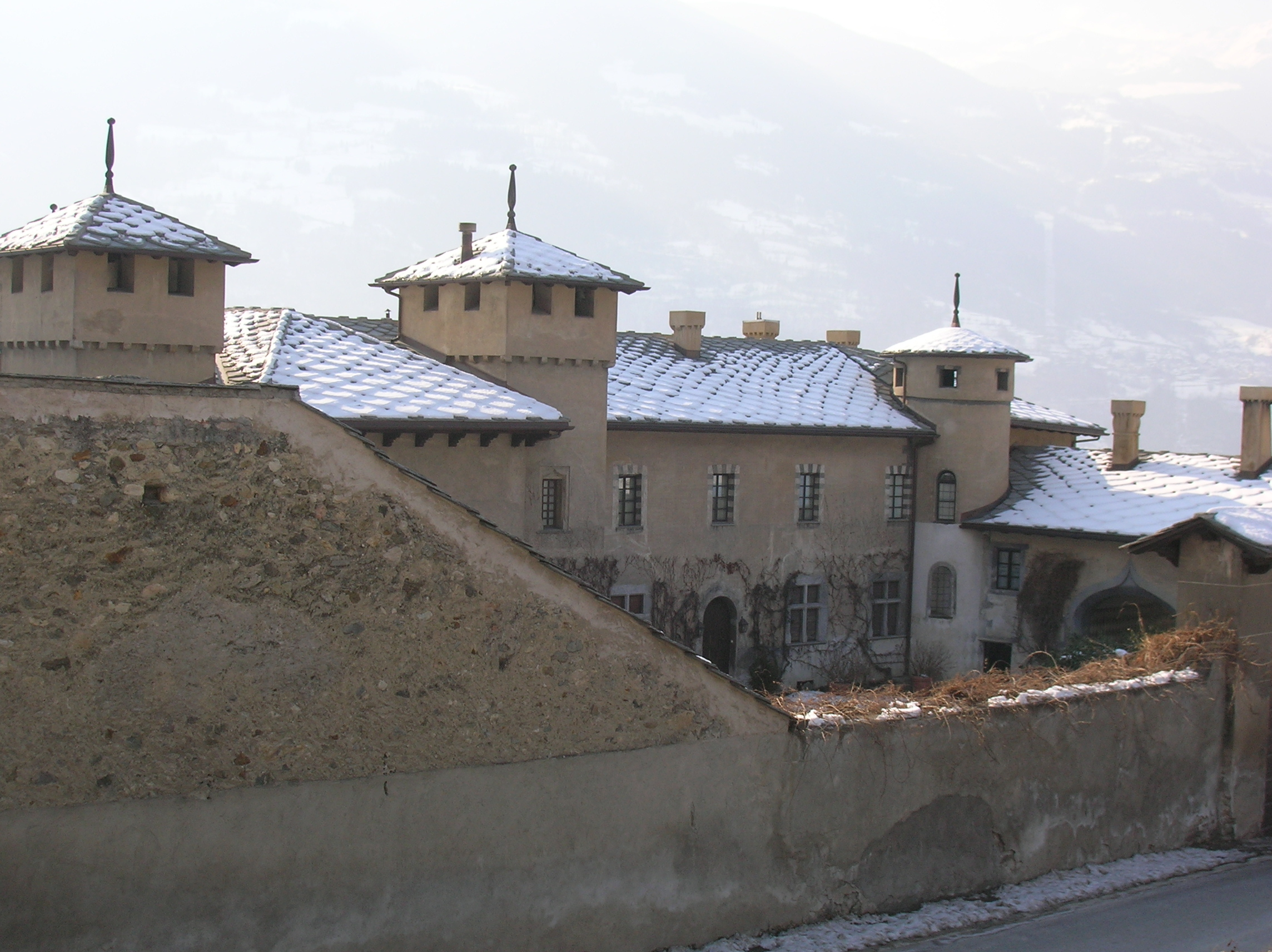
La facciata a monte del castello.

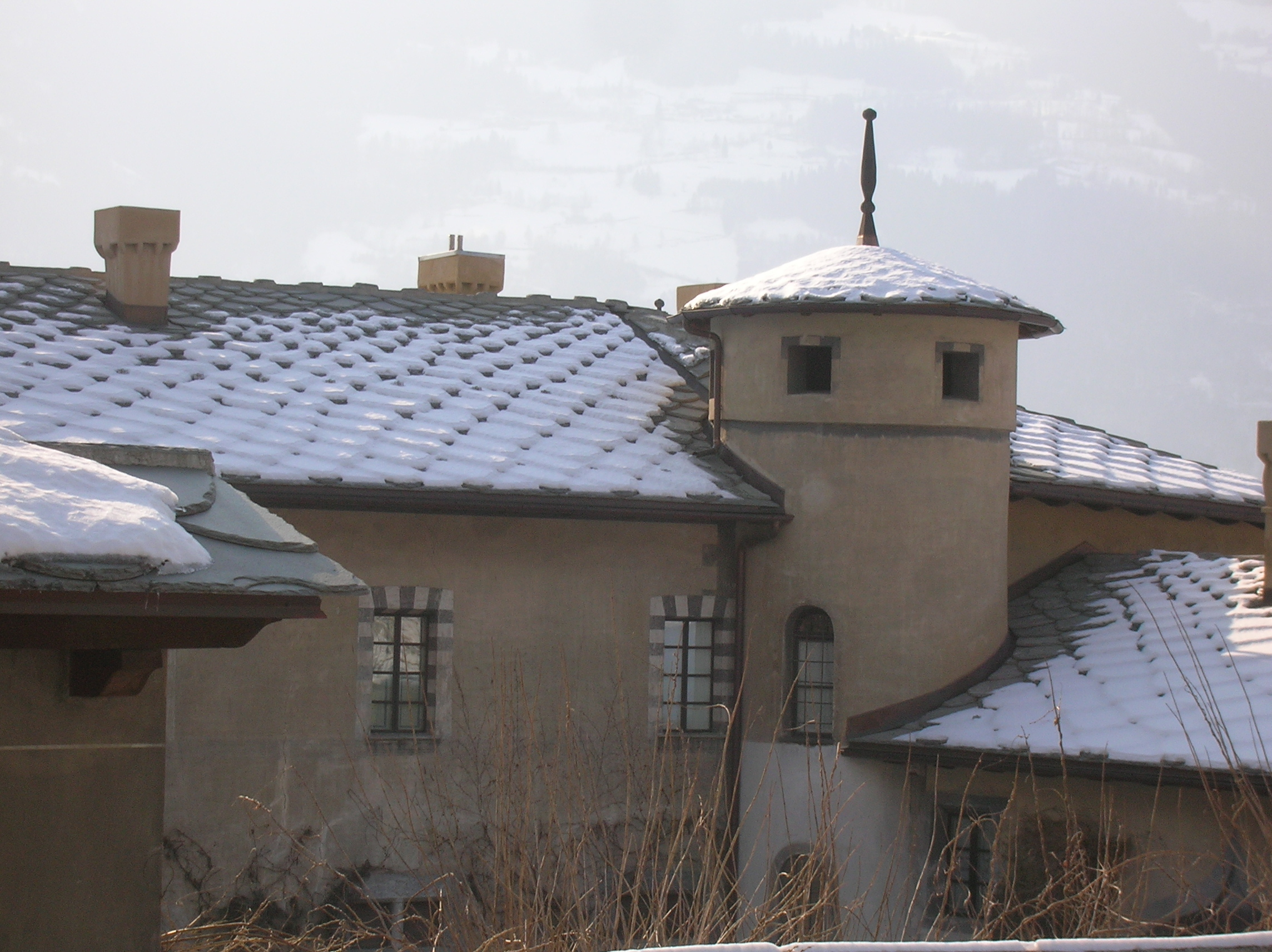
Dettaglio delle finestre e torretta.

Il castello Passerin d'Entrèves sorge in un'area che già ai tempi della fondazione di Augusta Praetoria, l'odierna Aosta, era occupata da un'antica villa romana.
Di origine incerta, anche se probabilmente risalente al XIV secolo, in epoca medievale il castello faceva parte della Signoria di Quart. Si sa che fu di proprietà dei Sorreley (de Superlege) a metà del XVI: la famiglia venne dichiarata nobile nel 1570, ma si estinse presto, complice la peste del 1630.
L'ultima nobile de Sorreley, Mencia, sposò Jean Jacques De Pléod (o De Pléoz). I nuovi proprietari, gli eredi della famiglia De Pléod, lo occuparono fino al 1723, anno in cui André De Pléod venne condannato a morte per lesa maestà divina: aveva cercato di causare la morte della moglie ricorrendo alle arti della magia. Il castello ritornò quindi nelle disponibilità ducali, e venne quindi acquistato dai Passerin d'Escalier, imparentati con i De Pléod. Risalgono a quest'epoca alcuni ammodernamenti e ampliamenti della struttura. Nel 1814 l'ultimo discendente dei Passerin d'Escalier lasciò in eredità i suoi possedimenti di Saint-Christophe ai Passerin d'Entrèves, i quali apportarono altri cambiamenti strutturali e riordinarono il parco annesso al castello.
Nel 1940 il castello venne acquisito dalla prefettura di Aosta. Dopo l'8 settembre i Passerin d'Entrèves, abitanti del castello, subirono rappresaglie nazifasciste. Dopo la Liberazione gli Alleati requisirono l'ala est del castello per ospitare alcuni ufficiali sudafricani in attesa di rimpatrio.
Alessandro, Lodovico e Pietro Passerin d'Entrèves et Courmayeur sono gli attuali proprietari del castello.